# Suelta de la Gata Negra

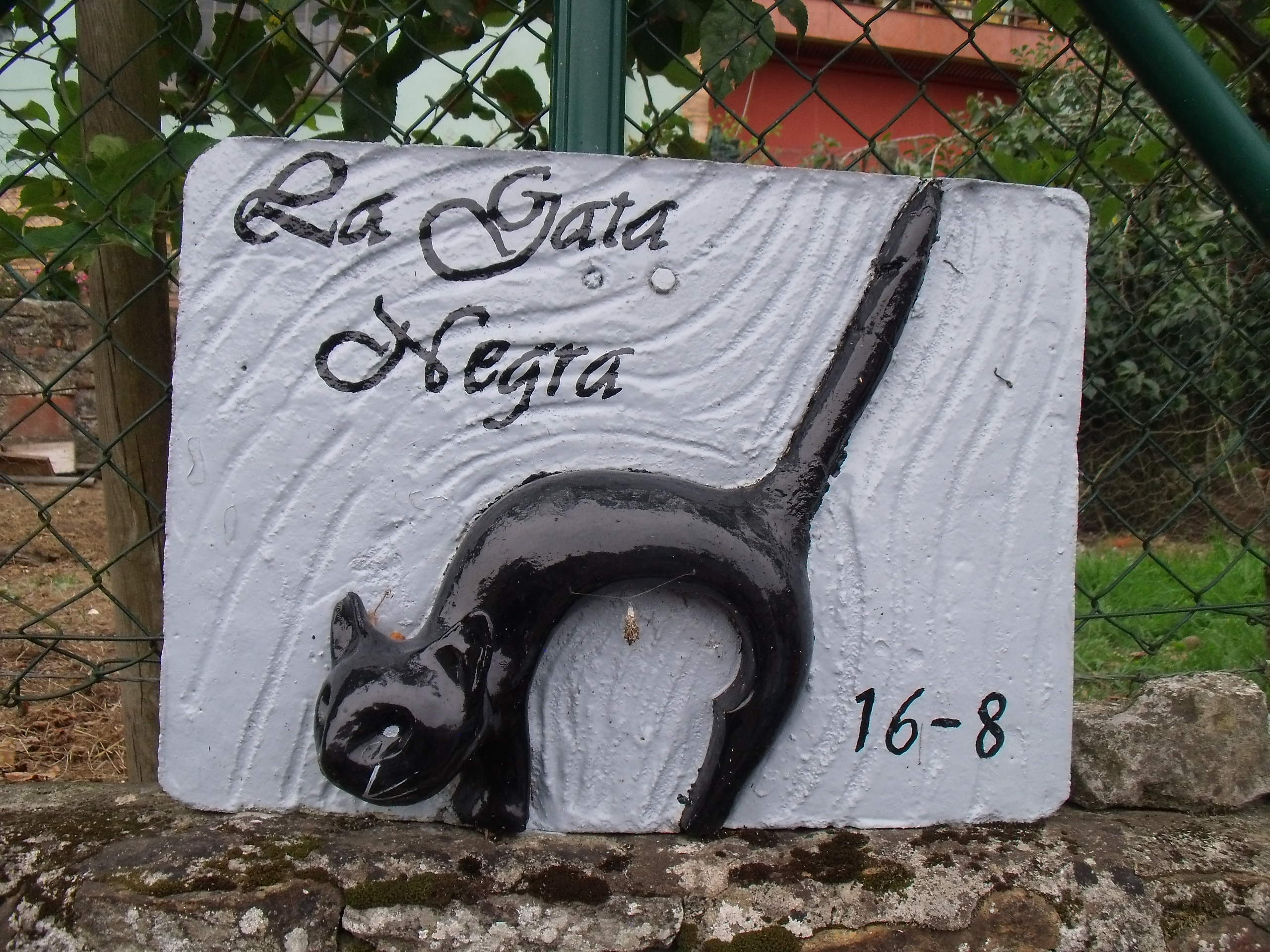
Cuadro conmemoración de la fiesta

La suelta de la Gata Negra es una fiesta que se celebra en Carasa, en el municipio de Voto (Cantabria), y está declarada de interés turístico regional. Se celebra cada 16 de agosto.
Según documentos históricos oficiales, esta historia se remonta a 1477, año en el que se originó la celebración. Entonces, una sequía asolaba la zona y amenazaba las cosechas en el pueblo. La leyenda cuenta que el alcalde de aquella época, Manuel Otero, trajo a una gata negra en procesión, con fama de tener poderes. Al soltarla, la gata fue hacia las mieses y las cosechas mejoraron por milagro. 
Desde entonces esa tradición es esperada en el pueblo cada año, el 16 agosto, día de san Roque. En un transportín, es montada en un carro adornado tirado por un burro, precedida por dos piteros, los niños del pueblo disfrazados y los vecinos. La gata negra es llevada a la plaza del pueblo, donde la esperan los vecinos para escuchar lo más destacado del pueblo durante este año.
Un trovador nativo de Carasa aparece en el escenario para repasar, en rimas pícaras, los logros y hazañas transcurridos en el año, y con el efecto benéfico de aplacar bajo el tono del humor los conflictos vecinales. Al final de la ceremonia se suelta a la gata negra en el suelo. La tradición dice que si la gata va hacia la mies la cosecha será buena ese año; en cambio, si tira hacia el monte, la cosecha será mala.